# Суно

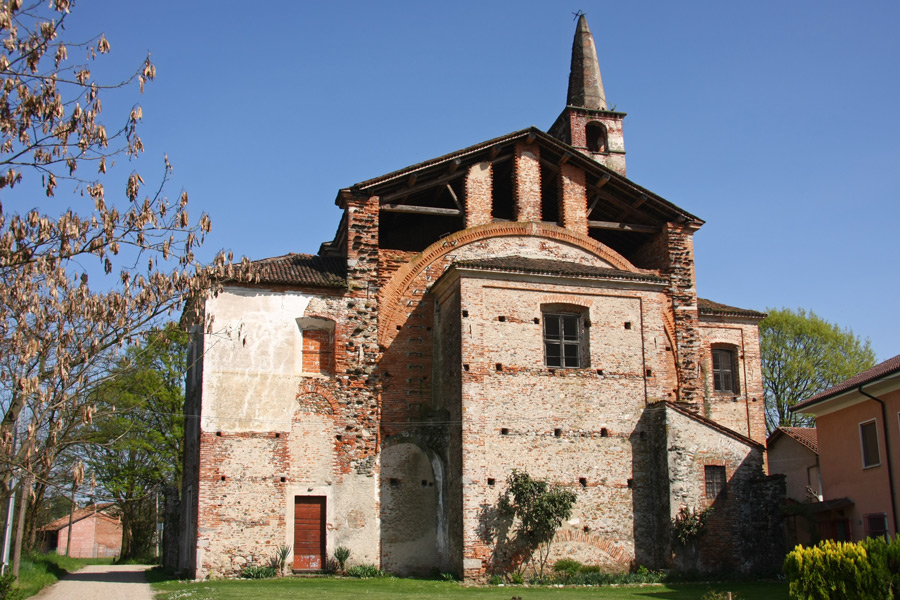
Приходской храм святого Генезия

Суно (итал. Suno) — коммуна в Италии, располагается в регионе Пьемонт, в провинции Новара.
Население составляет 2835 человек (2008 г.), плотность населения составляет 135 чел./км². Занимает площадь 21 км². Почтовый индекс — 28019. Телефонный код — 0322.
Покровителем коммуны почитается святой Генезий из Брешелло, празднование 25 августа.

## Демография
Динамика населения:

## Администрация коммуны
- Официальный сайт: http://www.comune.suno.novara.it/